# Corba cupó-zero

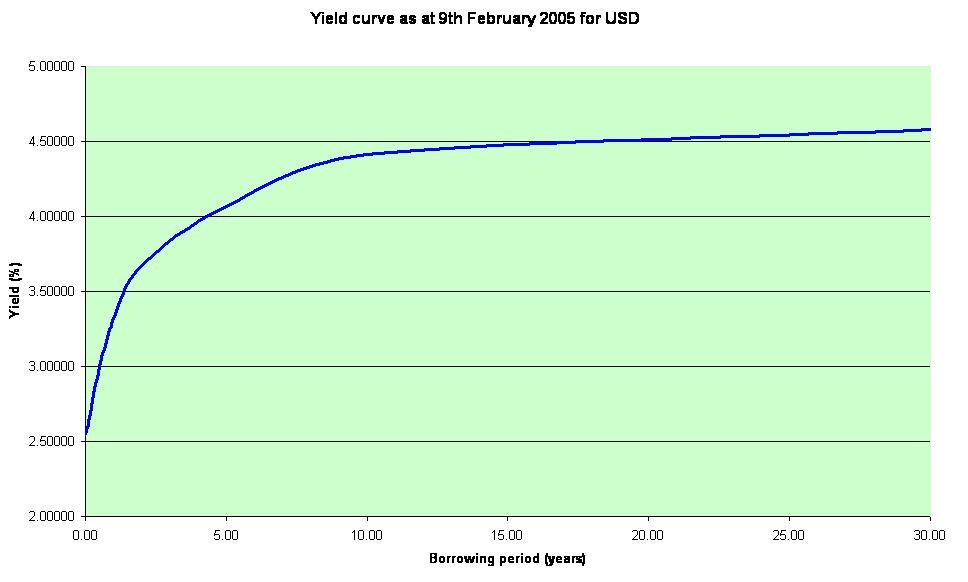
Corba cupó-zero dels bons americans a 9 de febrer, 2005

La corba cupó-zero o estructura temporal dels tipus d'interès (acrònim: ETTI; en anglès: Term Structure of Interest Rate, TSIR, i també Yield Curve) és senzillament una corba que relaciona la variació dels tipus d'interès, únicament a conseqüència de l'horitzó temporal al qual estan referits. Precisant més els termes, relaciona els tipus d'interès spot de bons cupó-zero amb el venciment. Per tant, la corba cupó-zero o yield curve és un dibuix de tots els rendiments (tipus d'interès) que ofereixen els bons cupó-zero quan s'ordenen de menor a major venciment.
La corba pot presentar formes. Pot ser creixent, de manera que els tipus d'interès a curt termini són menors que els tipus d'interès a llarg termini. Pot ser plana, de manera que els tipus a curt i a llarg són similars. I pot ser decreixent, de manera que els tipus a curt són majors que els tipus a llarg. Aquestes tres úniques possibles formes de la corba ens mostren quina és la situació d'una economia.

## Corba cupó-zero negativa/inversa
Una corba cupó-zero negativa/inversa (en anglès: inverted yield curve o negative yield curve) és aquella en la que els rendiments -tipus d'interès- a curt termini s'incrementen per sobre dels llarg termini. Les corbes negatives són un fenomen anormal que apareix en les següents situacions:
- Expectativa de cicle inflacionari: la causa que apareguin és que els bancs centrals només tenen control sobre els tipus d'interès a curt termini, però no sobre els tipus a llarg, que són determinats pel mercat. Davant els temors inflacionistes els bancs centrals refreden les economies reescalfades elevant els tipus d'interès interbancari, fet que determina decisivament els tipus d'interès del mercat a curt termini; ara bé, si els inversors tenen l'expectativa que en el futur seran inferiors, estableixen els tipus d'interès a llarg termini a la millor taxa que poden, independentment que aquesta quedi per sota dels tipus a curt.
- Expectativa de recessió: quan els inversors en el mercat de bons tenen l'expectativa que s'està a les portes d'una contracció econòmica anticipen que en el futur el banc central reduirà els tipus d'interès interbancari a fi d'estimular l'economia; davant l'expectativa d'una reducció dels tipus d'interès en el futur, els tipus d'interès a llarg cauen per dessota dels tipus actuals a curt. Normalment els inversors en el mercat de bons tenen raó, i des del 1960 quasi totes les corbes cupó-zero negatives, una dotzena, han anticipat una recessió econòmica. Segons l'anàlisi de Campbell R. Harvey's (1986),[1] una corba cupó-zero havia anticipat 6 de les 7 contraccions econòmiques esdevingudes des del 1970.[2] També la Reserva Federal dels Estats Units considera la corba cupó-zero com un poderós indicador que anticipa una recessió en un període d'entre dos a sis mesos. Això no obstant però alguns analistes econòmics consideren que de resultes de la globalització econòmica l'estructura del mercat de deute s'ha modificat substancialment, perquè l'augment constant de reserves en divises en països com ara la Xina, i la seva demanda persistent de bons, han provocat que defecte el rendiment es mantingui persistentment baix a llarg termini.
- Expectativa de suspensió de pagaments del deute sobirà: quan els inversors en el mercat de bons tenen l'expectativa que un govern farà suspensió de pagaments en el seu deute sobirà els tipus d'interès a curt termini s'eleven. Malgrat que en una suspensió de pagaments tot el deute serà objecte de Condonació, els deutes a llarg termini no són objecte d'amortització amb caràcter immediat, sinó que són els bons a curt termini els que exigeixen el pagament del cupó i el retorn del principal, raó per la qual són els bons que tenen més risc doncs, almenys, són les que registren una pèrdua segura en primer lloc.[3] En aquest sentit durant la Crisi del crèdit, en la fase de la crisi del deute sobirà europeus, Grècia, Irlanda i Portugal presentaren corbes cupó-zero invertides abans de ser rescatats; en la mateixa línia, el novembre del 2011 el bons italians a 2 anys oferien rendibilitats del 6,76%, superiors a la rendibilitat del 6,74% que oferien els bons a 10 anys. El cas de Grècia fou extrem doncs per comprar els seus bons a 2 anys es demanava una rendibilitat del 146% davant la rendibilitat exigida als bons grecs a 10 anys del 26,7%.[4]
- Tensions de liquiditat en el mercat monetari: quan els inversors en el mercat de bons tenen manca de liquiditat, de manera que no hi ha prou demanda per satisfer l'oferta de bons governamentals, el mercat de bons està sotmès a alta volatilitat perquè operacions de poc volum poden alterar significativament la rendibilitat implícita dels bons.[5]